# Amfiteátr Košice

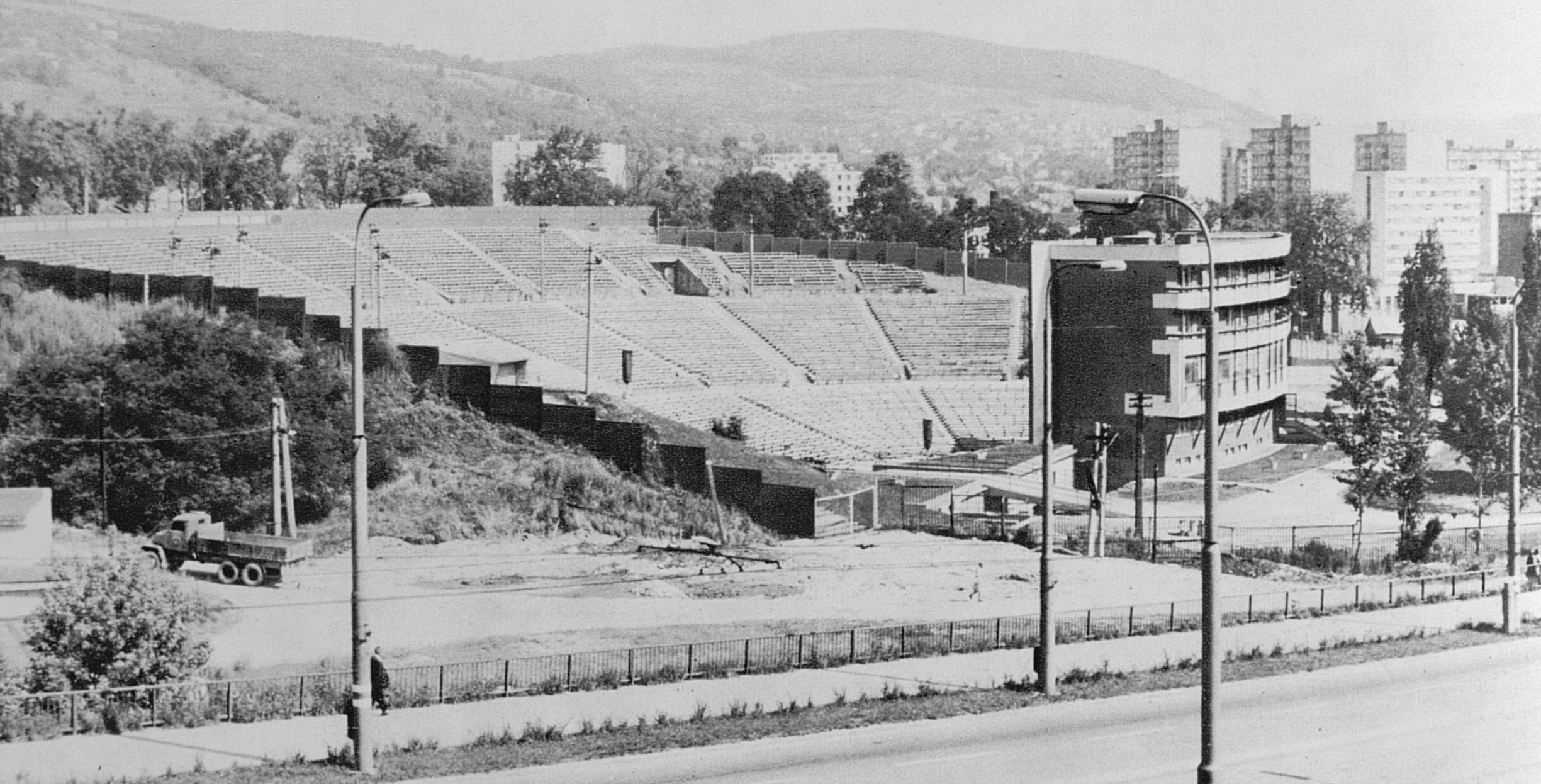
Amfiteátr v roce 1975

Amfiteátr Košice je venkovní divadlo ve městě Košice na Slovensku.

## Dějiny
Umístění košického amfiteátru bylo navrženo v roce 1954 na východním svahu kopce na Kalvárii. Stavbu začaly Pozemní stavby realizovat zemními pracemi v roce 1955 a samotná výstavba v rámci akce "Z" začala svépomocí roce 1956. Prací se zúčastnili studenti celkem 20 středních odborných škol a institucí a všechny významné stavební podniky (ve městě jich bylo kolem 17, například Hutní stavby, Inženýrské stavby, Drevona a jiné). Vstup do amfiteátru měl být řešen zezadu a tak vznikl silniční objezd a celé Festivalové náměstí.
Celá výstavba byla původně rozdělena do čtyř etap, ale nakonec se uskutečnily pouze dvě, 1. etapa byla dokončena v roce 1959 a druhá v roce 1963. Roku 1966 byly konečně dokončeny sanitární zařízení a terénní úprava. První zmínka o kolaudaci stavby v archivu města je z roku 1963, kde byly do užívání předány doslova "způsobilé části amfiteátru". Stavba budovy Ekranas, za promítacím plátnem, kde měly být šatny pro účinkující a restaurace a kanceláře Parku kultury a oddechu, se přesunula až na rok 1968.
Projekt amfiteátru Ing. arch Gabriniho a Ing. arch V. Malinovského byl velkolepý v tom, že svou kapacitou sedadel 25 000, byl jeden z největších v bývalém Československu, ale i rozměry promítacího plátna.
První letní promítání se uskutečnilo v roce 1965 v rámci "Filmového Festivalu Pracujících" /FPP/, který se po letech přesunul z městských kin do amfiteátru a dlouhá léta tvořil velkolepou tradici v Košicích. V sobotu 19. června 1965 zhlédlo premiéru filmu Obchod na korze v hlavní roli s Jozefem Kronerem 20 000 tisíc diváků.
Od roku 1995 se do amfiteátru přestěhoval Místní úřad Košice Sever, který spravoval amfiteátr až do 1. srpna 2012. Tehdy byla zahájena rekonstrukce v rámci investičních projektů Košice – Evropské hlavní město kultury 2013, která skončila 28. prosince 2012. Amfiteátr byl pak ve správě Magistrátu města Košice a od 1. ledna 2014 se dostal do správy nově vzniklé příspěvkové organizace města Košice "K13 - Košické kulturní centrum" se sídlem na Kukučínově ulici č.2, v Košicích v novém Kulturparku.